# Pole kwantowe
Pole kwantowe w fizyce jest to rozszerzenie koncepcji pola klasycznego – funkcji, która jest określona dla wszystkich punktów przestrzeni fizycznej. Jednak o ile pola klasyczne mają wartości liczbowe (lub wektorowe czy tensorowe, ale złożone z liczb), to wartości pól kwantowych są operatorami lub wektorami (tensorami) złożonymi z operatorów.
Pola kwantowe nie muszą być przemienne, tzn. iloczyn dwóch pól może być różny w zależności od kolejności czynników. Cechą charakterystyczną pól kwantowych jest fakt, że ich wartości mogą być spinorami. Jest to wyraźna różnica w stosunku do pól klasycznych, gdyż konstrukcja spinorów opiera się na nieprzemienności.
Konstrukcję matematyczną, która pozwala przejść od pola klasycznego do kwantowego, nazywa się kwantowaniem.
Pola kwantowe są opisem świata fizycznego w mechanice kwantowej oraz kwantowej teorii pola.